# Larritou
Le Larritou est une petite rivière du Sud-Ouest de la France et un affluent gauche du Luy. Elle arrose les départements des Pyrénées-Atlantiques et des Landes.

## Géographie
Le Louts[Quoi ?] prend sa source à hauteur de Fichous-Riumayou dans les Pyrénées-Atlantiques et se jette dans le Luy à Peyre dans les Landes. Sa longueur est de 15,1 km[source insuffisante].

## Départements et communes traversés
- Pyrénées-Atlantiques : Arget, Fichous-Riumayou, Garos, Louvigny, Montagut et Piets-Plasence-Moustrou.
- Landes : Monget et Peyre.

## Principaux affluents
- Le ruisseau de Baillé